# Paxton (Massachusetts)
Paxton é uma vila localizada no condado de Worcester no estado estadounidense de Massachusetts. No Censo de 2010 tinha uma população de 4.806 habitantes e uma densidade populacional de 120,06 pessoas por km².

## Geografia
Paxton encontra-se localizado nas coordenadas 42° 18′ 42″ N, 71° 56′ 25″ O. Segundo o Departamento do Censo dos Estados Unidos, Paxton tem uma superfície total de 40.03 km², da qual 38.05 km² correspondem a terra firme e (4.95%) 1.98 km² é água.

## Demografia
Segundo o censo de 2010, tinha 4.806 pessoas residindo em Paxton. A densidade populacional era de 120,06 hab./km². Dos 4.806 habitantes, Paxton estava composto pelo 94.69% brancos, o 2.29% eram afroamericanos, o 0.08% eram amerindios, o 1.29% eram asiáticos, o 0.02% eram insulares do Pacífico, o 0.33% eram de outras raças e o 1.29% pertenciam a duas ou mais raças. Do total da população o 3.14% eram hispanos ou latinos de qualquer raça.